# هنري باول هوبكينز
هنري باول هوبكينز (بالإنجليزية: Henry Powell Hopkins)‏ هو مهندس معماري أمريكي، ولد في 12 فبراير 1891، وتوفي في 1984.